# David Copperfield (film fra 1913)
 For alternative betydninger, se David Copperfield. (Se også artikler, som begynder med David Copperfield)
David Copperfield er en britisk stumfilm fra 1913 af Thomas Bentley.

## Medvirkende
- Reginald Sheffield som Eric Desmond
- Len Bethel
- Kenneth Ware
- Edna May
- Amy Verity